# Overdrawn at the Memory Bank
Overdrawn at the Memory Bank is een Amerikaanse televisiefilm uit 1983. De film werd geproduceerd door Canada’s RSL Productions in Toronto. De hoofdrollen werden vertolkt door Raul Julia, Linda Griffiths en Donald Moore.

## Verhaal
De film speelt zich af in een toekomstige dystopische samenleving. Het verhaal draait om Aran Fingal, een programmeur werkend voor Novicorp. Kunst is verboden in deze toekomst. Aran wordt betrapt terwijl hij de klassieke film Casablanca zit te bekijken op zijn werkplek. Om hem een heropvoeding te geven wordt zijn brein overgezet in een gevangen baviaan. Na een tijdje activeert Fingal een ontsnappingsclausule die zijn hersens terug moet brengen naar zijn lichaam. Wat hij echter niet weet, is dat zijn lichaam per ongeluk is gemarkeerd voor transport naar een ander gebouw voor een geslachtsverandering. Daar Fingals brein niet terug kan naar zijn eigen lichaam, kan hij alleen in leven worden gehouden door zijn bewustzijn over te brengen op Novicorps centrale computer. Deze manier van opslag is maar tijdelijk, dus moet zijn lichaam snel worden gevonden.
Appolonia, een computerprogrammeur, moet Fingal opsporen en voorkomen dat hij inbreekt bij Novicorps mainframe. Met haar hulp maakt Fingal in de computer een virtuele wereld waar hij de personages uit Casablanca tegenkomt. Na een paar dagen (in de virtuele wereld, een paar minuten in werkelijkheid) begint hij zich te vervelen, en besluit Novicorps financiën te vernietigen. Appolonia probeert Fingal uit de problemen te houden, waardoor ze recht tegenover Novicorps leiders komt te staan. Uiteindelijk kiest ze partij voor Fingal, en helpt hem Novicorp ten onder te laten gaan. Fingal keert uiteindelijk terug naar zijn eigen lichaam.

## Rolverdeling
| Acteur           | Personage                                            |
| ---------------- | ---------------------------------------------------- |
| Linda Griffiths  | Computech Apollonia James                            |
| Raul Julia       | Aram Fingal / Rick Blaine                            |
| Donald Moore     | Novicorp Chairman / The Fat Man (as Donald C. Moore) |
| Wanda Cannon     | Felicia Varley / Lola                                |
| Helen Carscallen | Dr. Darwin                                           |
| Rex Hagon        | Shuttle Passenger (as Rex Hagan)                     |
| Patrick Brymer   | Nirvana Clerk                                        |
| Chapelle Jaffe   | Djamilla                                             |

## Achtergrond
Het scenario van de film was gebaseerd op een kort verhaal van John Varley uit 1976. De film was geen succes, en werd zelfs bespot in de cultserie Mystery Science Theater 3000.
De film werd gefinancierd door WNET/PBS New York, die gehoopt had dat deze film het begin zou zijn van een reeks succesvolle films gebaseerd op korte verhalen. Maar vanwege gebrek aan geld was dit de laatste van drie films uit deze reeks. De voorafgaande twee waren The Lathe of Heaven en Between Time and Timbuktu.
Overdrawn at the Memory Bank werd maakte sterk gebruik van chromakey, iets dat in sommige scènes duidelijk terug te zien was.